# Germarostes argentinus
Germarostes argentinus är en skalbaggsart som beskrevs av Ohaus 1911. Germarostes argentinus ingår i släktet Germarostes och familjen Hybosoridae. Inga underarter finns listade i Catalogue of Life.